# Penne remiganti

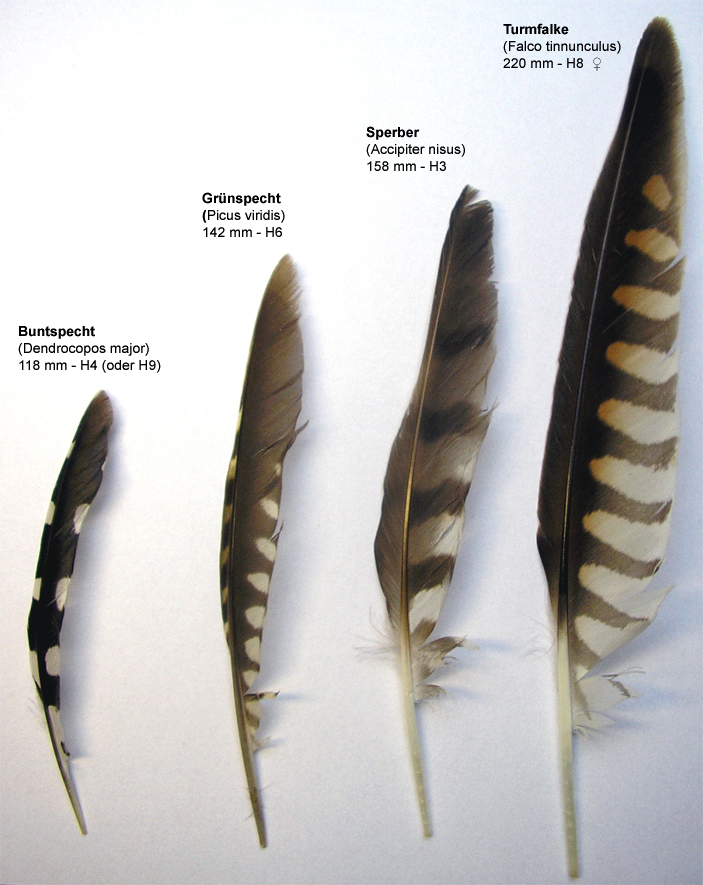
Varie penne remiganti primarie di diverse specie.

Le penne remiganti costituiscono la parte più importante del piumaggio degli uccelli, in quanto sono indispensabili per volare; indicazioni sulla presenza di penne simili sono state rinvenute in alcuni resti fossili di maniraptori, la cui esistenza non implica necessariamente l'abilità di volare da parte dei rettili che le possedevano.
Si distinguono dalle altre penne dell'ala perché sono più lunghe, più rigide, più strette e hanno il profilo ben definito per fornire la spinta necessaria al volo ed effettuare manovre.
Sono divise in primarie (grandi e impiantate sulla parte più avanzata dell'ala in numero di otto - a seconda della specie - per arto) e secondarie (più piccole e numerose, disposte a ventaglio dall'ala alla coscia, ma meno potenti delle primarie).
Alcune specie portano anche un numero limitato di remiganti accessorie disposte sulle dita.
A differenza del resto del piumaggio, le remiganti sono spesso asimmetriche.
L'operazione di tarpatura consiste nell'accorciare le remiganti, tagliandone la punta, laddove si voglia impedire ai volatili di prendere il volo.